# Heinrich Walter (Botaniker)
Heinrich Karl Walter (* 21. Oktober 1898 in Odessa; † 15. Oktober 1989 in Stuttgart) war ein deutsch-russischer Geobotaniker und Öko-Physiologe. Sein offizielles botanisches Autorenkürzel lautet „H.K.Walter“.

## Leben
Walter, Sohn eines Arztes, studierte von 1915 bis 1917 Naturwissenschaften und besonders Botanik an der Universität Odessa. 1918 wechselte er an die Landesuniversität Dorpat, wo er bei Peter Claussen studierte. Ab 1919 folgte ein Studium an der Universität Jena bei Ernst Stahl und Wilhelm Detmer, das er im gleichen Jahr mit der Promotion zum Dr. phil. abschloss. Im Jahr 1920 wurde Walter Assistent an der Landwirtschaftlichen Versuchsanstalt in Halle (Saale), dann bei Ludwig Jost an der Universität Heidelberg.
Im Jahr 1923 wurde er Privatdozent an der Universität Heidelberg und 1927 außerordentlicher Professor für Botanik ebenda. 1929–1930 folgte ein Rockefeller-Stipendium beim Erforscher der Wüstenvegetation Forrest Shreve in Tucson (Arizona/USA) sowie bei John Ernest Weaver, Pflanzenökologe in Lincoln (Nebraska/USA). 1924 heiratete Walter die Tochter des Botanikers Heinrich Schenck, Erna Schenck. Walter wurde 1932 außerordentlicher Professor und 1939 ordentlicher Professor für Botanik und Direktor des Botanischen Instituts und Gartens der Technischen Hochschule (heute Universität) Stuttgart. Von 1933 bis 1934 und erneut von 1937 bis 1938 war Walter als Stipendiat auf Forschungsreisen in Ost- und Südwestafrika. Im Jahr 1941 folgte eine ordentliche Professur für Allgemeine Botanik an der Reichsuniversität Posen, ab 1945 der Lehrstuhl für Botanik an der Landwirtschaftlichen Hochschule Stuttgart-Hohenheim, wo Walter 1966 emeritierte. Von 1951 bis 1955 war er Gastprofessor für Botanik an der Universität Ankara/Türkei.
Walter hatte während seiner Zeit als Professor zahlreiche Mitarbeiter und Schüler, die später selbst als Professoren wirkten, so unter anderem Hans Haas, Maximilian Steiner, Erich Oberdorfer, Karlhans Göttlich, Heinz Ellenberg, Karlheinz Kreeb, Helmut Lieth, Wolfgang Haber, Helmut Freitag und Siegmar Breckle.
1962 wurde er zum Mitglied der Deutschen Akademie der Naturforscher Leopoldina gewählt.

## Forschungsleistungen
Walter hat auf zahlreichen Forschungsreisen, auf denen ihn meistens seine Frau begleitete, fast alle Vegetationszonen der Erde aus eigener Anschauung kennengelernt und seine Erkenntnisse und Erfahrungen in vielen Büchern zusammengefasst. Die teilweise sehr umfangreichen Werke sind oft in mehreren Auflagen erschienen, zum Teil übersetzt worden und gehören fast ausnahmslos zu den Standardwerken der Geobotanik und Ökologie (Übersicht in seinen Lebenserinnerungen). Außerordentliche Verdienste erwarb sich Walter durch den gemeinsam mit Helmut Lieth herausgegebenen „Klimadiagramm-Weltatlas“ (1960–1967).
Die hier konzipierte anschauliche Form der Klimadarstellung fand international höchste Anerkennung.
Die Lebenserinnerungen von Walter (Bekenntnisse eines Ökologen, 1980, 6. Aufl. 1989) sind ein eindrucksvolles Zeitdokument und zugleich eine informative Quelle zur Wissenschaftsgeschichte. Im Schlusskapitel dieses Buches behandelt er auch das Verhältnis von Naturwissenschaft und Kunst und nimmt Stellung zu Grundfragen wissenschaftlichen Arbeitens.
Walter formulierte mit seiner Frau, Erna Walter, 1953 das Gesetz der relativen Standortkonstanz: „Wenn innerhalb des Wohnbezirks oder Areals einer Pflanzenart das Klima sich in einer bestimmten Richtung ändert, so tritt bei dieser Art ein Wuchsort- oder Biotopwechsel ein, durch den die Klimaänderung mehr oder weniger aufgehoben wird“.

## Schriften
- mit Helmut Lieth u. a.: Klimadiagramm-Weltatlas. In drei Lieferungen mit etwa 8000 Klimastationen (etwa 9000 Diagramme). Fischer, Jena 1960–1967.
- Bekenntnisse eines Ökologen. Erlebtes in acht Jahrzehnten und auf Forschungsreisen in allen Erdteilen mit Schlussfolgerungen. Fischer, Stuttgart 1980. 6. Auflage 1989, ISBN 3-437-30605-7.
- mit Siegmar Breckle: Ökologie der Erde. 4 Bände. G. Fischer Verlag, Stuttgart ab 1983, ISBN 3-437-20310-X.
- mit Siegmar Breckle: Vegetation und Klimazonen. Grundriß der globalen Ökologie. Ulmer, Stuttgart 1999, ISBN 3-8252-0014-0.